# AI no Idenshi
AI no Idenshi (яп. AIの遺電子, АІ но Іденші, Ген штучного інтелекту) — японська манґа написана та проілюстрована Кююрі Ямадою, яка отримала нагороду в Japan Media Arts Festival. Перші випуски манґи почали виходити з 2015 року і продовжують публікуватись і сьогодні. По сюжету манґи в 2023 році вийшло однойменне аніме.

## Сюжет
Сюжет манґи описує футуристичний світ, в якому співіснують люди та гуманоїди (людиноподібні істоти зі штучним інтелектом, котрі набули людських рис та поведінки), яких фактично не відрізнити. Головний герой по імені Хікару Судо, котрий працює доктором в лікарні, яка спеціалізується на лікуванні гуманоїдів та інколи підробляє лікуванням роботів та інших механізованих пристроїв з інтелектом. Доктор Хікару в ході сюжету часто допомагає гуманоїдам за допомогою несанкціонованої медичної практики, щоб надати їм можливість одужати від недугів які часто супроводжують гуманоїдів на рівні з людством.
Події відбуваються здебільшого в клініці доктора Хікару, хоча інколи переміщуються в інші локації. В практиці доктора йому допомагає його помічниця, яка, в ході розкриття сюжету була його пацієнткою і є гуманоїдом — Ріса Хіґучі та штучний інтелект Джей, який здебільшого виступає в ролі голосового помічника.
Кожен епізод манґи розкриває окрему історію, в якій доктор допомагає андроїдам та їхнім власникам вирішувати конфлікти, пов'язані зі штучним інтелектом. Наприклад, один із перших випадків, з яким стикається Хікару, стосується андроїда, який розвиває емоції та переживання, схожі на людські, що створює для нього внутрішній конфлікт щодо своєї «природи». Деякі андроїди хочуть стати більш людяними, тоді як інші не можуть зрозуміти свої емоції або прагнення до ідентичності.
По сюжету манґи розкриваються питання щодо копіювання свідомості, внесення змін у свідомість та інші філософські питання, які турбують людство.

## Персонажі
- Доктор Хікару Судо

Сейю: Такео Отсука
- Різа Гіґучі

Сейю: Юме Міямото
- Джей

Сейю: Матсукі Іванака
- Каору

Сейю: Натсумі Такаморі
- Штучний Інтелект Мічі

Сейю: Юка Терасакі

## Медіа

### Манґа
Перший том манґи почав виходити з 5 листопада 2017 по 24 серпня 2017 в щотижневому журналі Акіта Сьотен. Її написав та проілюстрував Кююрі Ямада самостійно. Цей випуск був укладений в 8 томів танкобонів. Після цього, в журналі Bessatsu Shōnen почала виходити наступна частина манги AI no Idenshi з підзаголовком «Червона Королева» (AIの遺電子 RED QUEEN в оригіналі) з 12 жовтня 2017 по 12 червня 2019. Другу частину уклали в 5 томів танкобонів та опублікували в проміжку з квітня 2018 по серпень 2019. Третя частина манги з підзаголовком «Синій вік» (AIの遺電子 Blue Age) виходив також в журналі Bessatsu Shōnen з 10 липня 2020. На разі вийшло 7 танкобонів цієї частини.

### Аніме
8 липня 2023 року в нічному аніме-блоці мережі каналів MBS. Перший сезон складається з 12 серій, котрі транслювались до 30 вересня 2023 року щосуботи.

## Нагороди
Аніме AI no Idenshi було номіновано на Японському фестивалі медіа-мистецтв в 2018 році та отримали нагороду за відмінність.